# شيفروليه آفيو

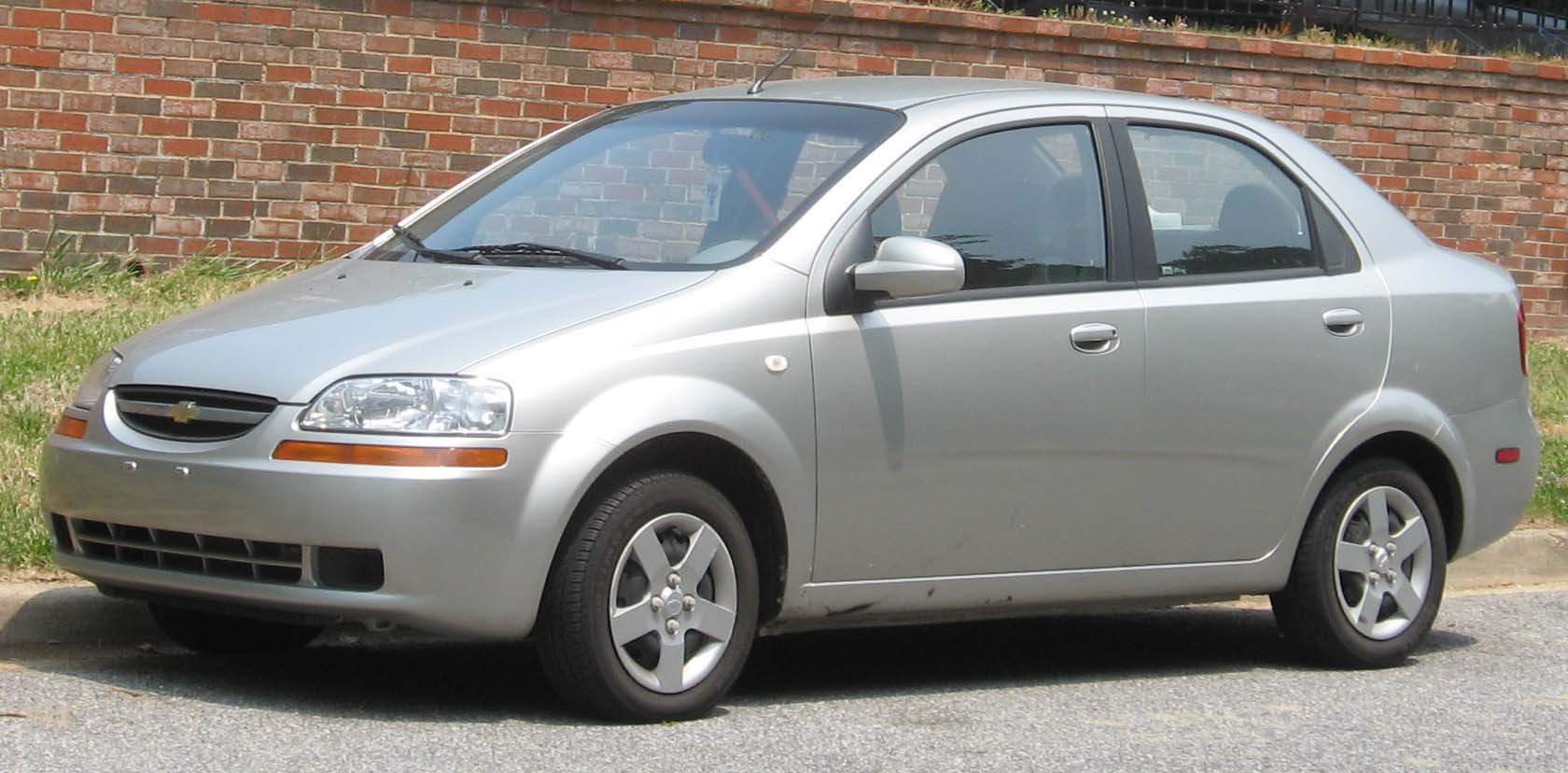
الجيل الأول من آفيو التي انتجت من العام 2002م ~ 2006م مع بعض التغييرات البسيطة في المقدمة

آفيو بالإنجليزية (Aveo) هي مركبة تنتجها شركة جنرال موتورز عن طريق شركاتها شيفروليه الأمريكية وهولدن الأسترالية ودايو الكورية، وبشعارات مختلفة إلا أن أغلب السيارات المبيعة في العالم من طراز آفيو هي بشعار شيفروليه الأمريكية، وفي عام 2002م تم تسويق هذه السيارة في 120 بلداً حول العالم وكما أنها بيعت في كوريا الجنوبية والدول المجاورة باسم دايو كالوس والتي تعني باليونانية (جميلة) وبيعت في أستراليا باسم هولدن بارينا، وكما تعد الآفيو هي أكثر مركبات شيفروليه مبيعاً في العالم وذلك لكثرة الطلب على هذا النوع والحجم من السيارات في ظل ارتفاع أسعار الوقود وخصوصاً في القارة الأوروبية، لذلك كان للآفيو نصيب كبير من السوق الأوروبية التي تثق بعلامة شيفروليه المميزة.

## تي - 200
تم تقديم دايوو كالوس في عام 2002، بناءً على منصة دايو الجديدة التي كانت تسمى تي 200، لتحل محل Daewoo Lanos (تي 100). تحت التطوير قبل إفلاس دايو، كانت كالوس أول طراز جديد للشركة بعد استحواذها اللاحق من قبل جنرال موتورز. بدأ تصنيع كالوس في أوائل مارس 2002، مع نماذج أولية سابقة الإنتاج تم عرضها في معرض جنيف للسيارات في أبريل 2002. لوحة الاسم كالوس مشتقة من الكلمة اليونانية καλός (kalós) التي تعني «جميل» و «جيد».

## دخولها لاختبارات السلامة والأمان في مختلفالقاراتوالبلدان

شعار اللجنة الوطنية لسلامة المرور في أمريكا

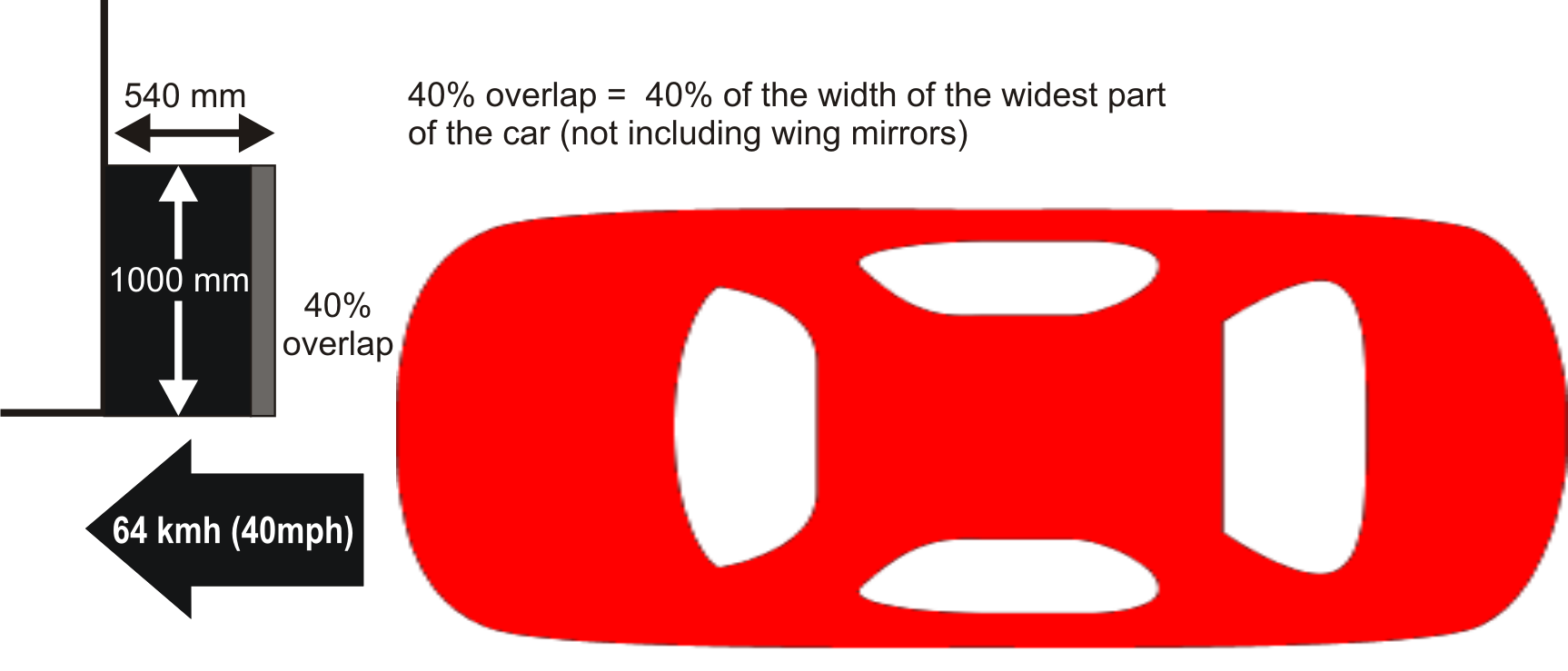
صورة تبين كيفية اختبارات الاصطدام والسلامة والأمان

- في قارة أمريكا الشمالية : دخلت آفيو اختبارات السلامة والآمان تحديداً في الولايات المتحدة الأمريكية في مراكز معهد التأمين لسلامة الطرق السريعة واللجنة الوطنية لسلامة المرور NHTSA وقد حازت المركبة حسب التقييم الأمريكي على خمس درجات من أصل خمسة
- في قارة آسيا : دخلت آفيو اختبارات السلامة المتعددة في القارة الآسيوية وتحديداً في كوريا الجنوبية في مركز Katri وقد حازت على أربع درجات من أصل خمسة لكل من السائق والراكب الأمامي
- في قارة أوروبا : دخلت آفيو اختبارات السلامة والأمان المتعددة في القارة الأوروبية في مركز البرنامج الأوروبي لتقييم السيارات الجديدة  [لغات أخرى]‏ وحصلت على ثلاث درجات من أصل خمسة درجات

## المحركات والسعات

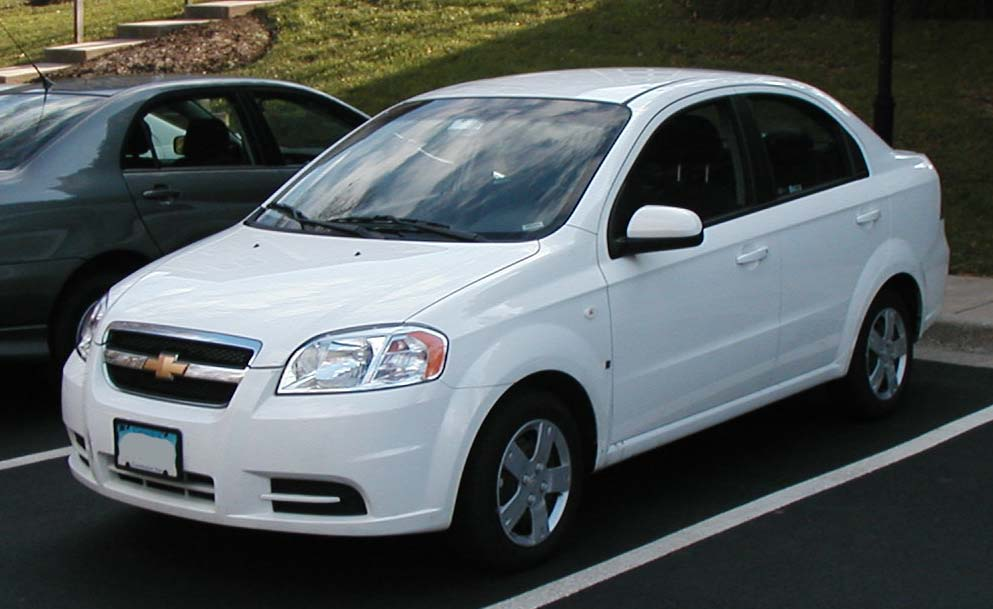
الجيل الثاني من آفيو الذي انتج عام 2006 الى غاية 2014

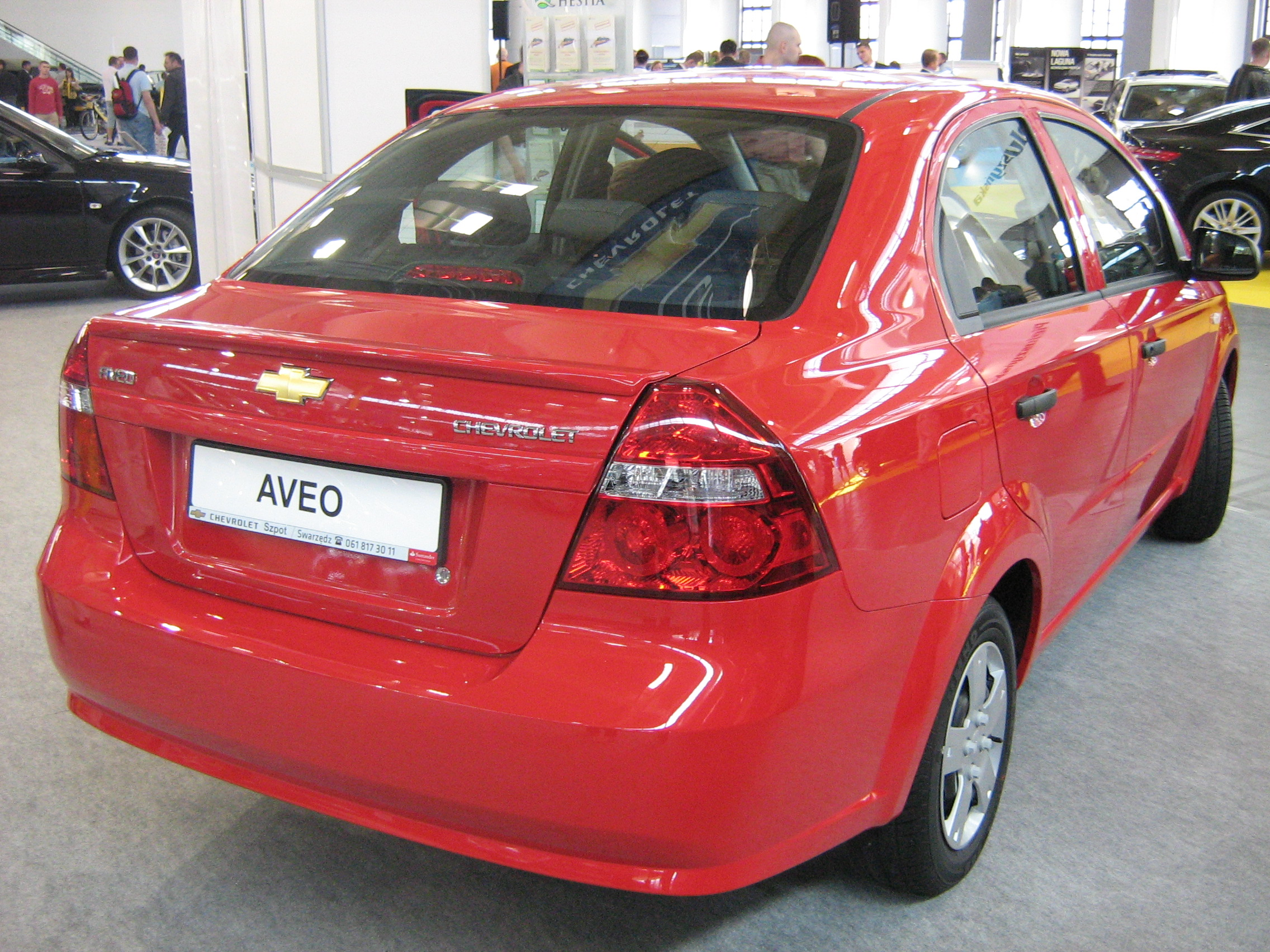
الجيل الثاني من شيفروليه آفيو

تتوفر شيفروليه آفيو بعدد 4 محركات مختلفة السعات لتلبي احتياجات جميع الأفراد والبلدان بما يتماشى مع ظروفهم النفطية والمعيشية، حيث أن آفيو تعد واحدة من السيارات الاقتصادية في العالم وذلك لأنها تعد الأقل استهلاكاً للوقود والمناسبة حجماً للعوائل الصغيرة كما في أوروبا وأمريكا وغيرها من البلدان.
والمحركات المتوفرة هي:
- محرك أربع اسطوانات سعته 1.2 لتراً (73 مكعباً) من نوع SOHC I4 وهو مخصص للمركبات المبيعة والمصدرة لكل من كوريا الجنوبية، الهند، أوروبا، (على فئة LS).
- محرك أربع اسطوانات سعته 1.4 لتراً (85 مكعباً) من نوع SOHC I4 وهو مخصص للمركبات المصدرة لكل من أوروبا، الإكوادور، تشيلي، كولومبيا، الهند، الفلبين، الشرق الأوسط (على فئة LS).
- محرك أربع اسطوانات سعته 1.5 لتراً (92 مكعباً) من نوع SOHC I4 وهو مخصص للبيع وللتصدير لكل من كوريا الجنوبية، الشرق الأوسط، الفلبين، جنوب أفريقيا، (على فئة LS).
- محرك أربع اسطوانات سعته 1.6 لتراً (98 مكعباً) من نوع SOHC I4 وهو مخصص للتصدير وللبيع في أوكرانيا، أمريكا الشمالية، فنزويلا، أستراليا، الصين، الهند، الشرق الأوسط (فقط على فئة LT).

لا تسير بسرعة أكثر من 120 كم/ساعة
تجربة القيادة في النسخة المصرية سيئة جداً حيث أن عزم السيارة ضعيف بالمقارنة بوزنها
حدثت تعديلات شكلية في الجزء الأمامي ابتداء من عام 2013

## وصلات خارجية
- الموقع الرسمي لشيفروليه الولايات المتحدة الأمريكية
- الموقع الرسمي لشيفروليه الشرق الأوسط
- صفحة شيفروليه آفيو الولايات المتحدة الأمريكية
- صفحة شيفروليه آفيو الشرق الأوسط